# La deuda interna
La deuda interna, también conocida como Verónico Cruz: La deuda interna, es una película argentina dramática-histórica de 1988 coescrita y dirigida por Miguel Pereira y protagonizada por Juan José Camero, Gonzalo Morales y René Olaguivel, basada en una novela del maestro Fortunato Ramos. Fue estrenada el 4 de agosto de 1988 y ganó el Cóndor de Plata como Mejor Película en 1989. Obtuvo otros cuatro premios, entre ellos tres en el Festival de Cine de Berlín.

## Sinopsis
Un maestro rural (Juan José Camero) de la norteña provincia de Jujuy, establece una relación amistosa con los habitantes de Chorcán, una pequeña aldea andina. En esas circunstancias estalla la Guerra de Las Malvinas, y uno de sus alumnos, Verónico Cruz (Gonzalo Morales), es convocado a pelear, pasando a formar parte de la tripulación del ARA General Belgrano, hundido el 2 de mayo de 1982.

## Reparto
- Juan José Camero
- Gonzalo Morales
- René Olaguivel
- Guillermo Delgado
- Leopoldo Abán
- Ana María González
- Fortunato Ramos
- Juana Daniela Cáceres
- Titina Gaspar
- Raúl Calles
- Leo Salgado
- Luis Uceda
- Juan Carlos Ocampo
- Adolfo Blois

## Premios
- Premios Cóndor de Plata (1989): Mejor película
- Festival Internacional de Cine de Berlín (1989): Premio OCIC, Oso de Plata a la producción artística destacada y premio Interfilm
- Festival de Cine de Bogotá (1989): Premio especial